# Ley Bitcoin en El Salvador
La Ley Bitcoin (Decreto Legislativo N° 57) fue aprobada el 8 de junio de 2021 por la Asamblea Legislativa de El Salvador con 62 votos a favor y 19 en contra.  Entró en vigor el 7 de septiembre de 2021, convirtiendo a El Salvador en el primer país del mundo en reconocer a Bitcoin como moneda de curso legal, junto al dólar estadounidense. 
El 30 de enero de 2025 se reformó la Ley Bitcoin en El Salvador, la reforma eliminando la obligatoriedad de aceptar pagos en Bitcoin a partir del 1 de abril de 2025 y dejando de ser moneda de curso legal en el país.

## Antecedentes

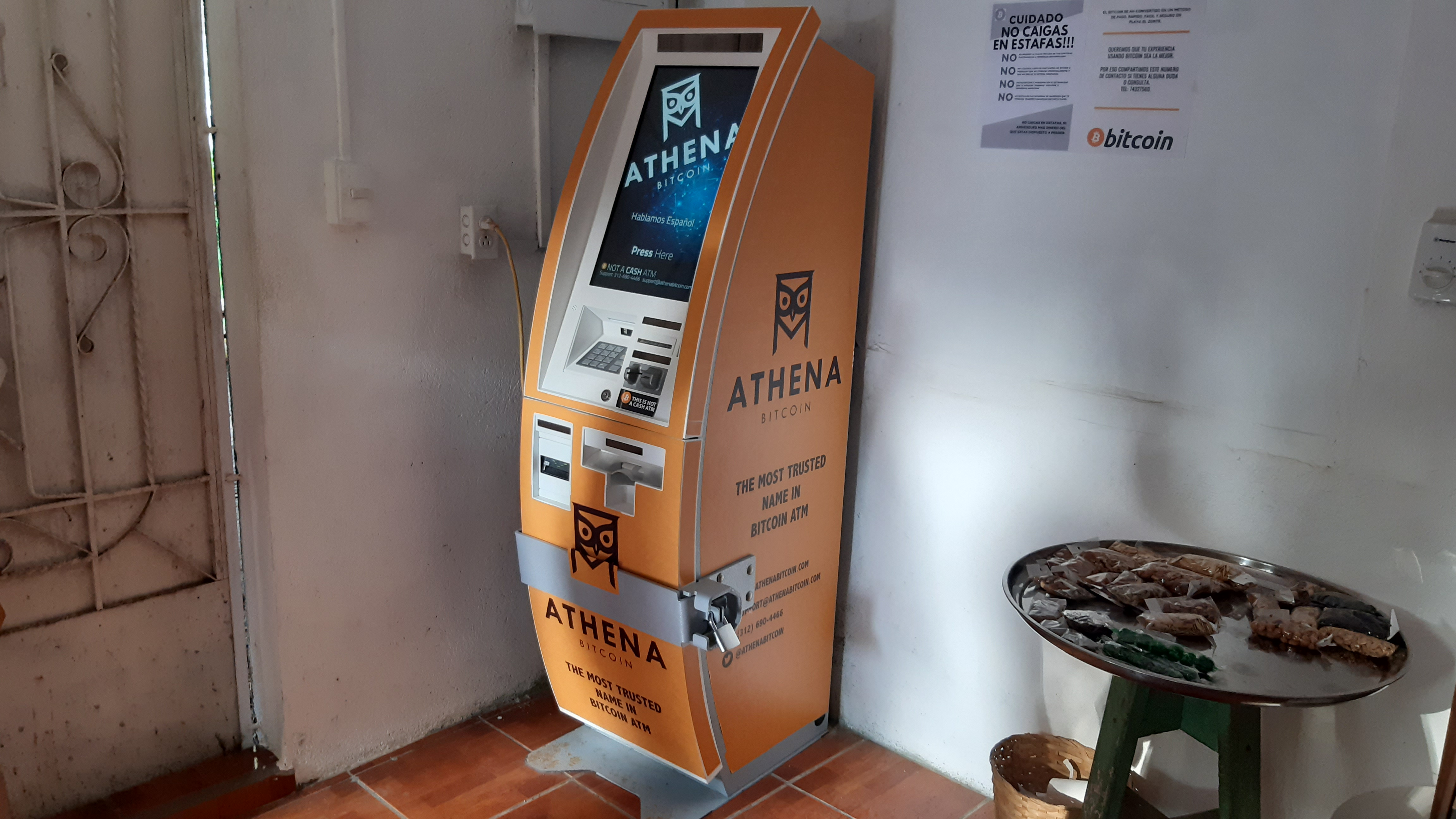
Cajero Bitcoin en El Zonte, El Salvador.

El uso del bitcoin como moneda en El Salvador se había experimentado desde al menos 2019. Nayib Bukele expresó interés en Bitcoin mientras era alcalde de San Salvador en 2017. Bloomberg News informó en junio de 2021 que Bukele y algunos miembros del partido Nuevas Ideas habían sido dueños de Bitcoin durante años.
El pueblo costero de El Zonte en el departamento de La Libertad tuvo activo un experimento para el uso de Bitcoin en la economía local desde 2019, donde algunos trabajadores recibían su salario y podían pagar sus facturas en Bitcoin, o para comprar alimentos u otros productos en las tiendas locales.
La iniciativa fue presentada en la conferencia Bitcoin en Miami en junio de 2021.  El presidente Nayib Bukele anunció que buscaría promulgar una ley que permitiera el bitcoin como moneda de curso legal, diciendo que «generaría empleos y ayudaría a brindar inclusión financiera a miles de personas fuera de la economía formal». Según Bukele, la ley estaba dirigida a aproximadamente el 70% de los salvadoreños sin cuenta bancaria, y aumentaría su inclusión en el sistema financiero.  El presidente Nayib Bukele promovió la ley con el argumento de que permitiría una mayor inclusión financiera, reducir costos en remesas (hasta un 30 %) y activar la economía rural. Para impulsar el proyecto de ley, Bukele cooperó con Strike, una empresa de servicios financieros que utiliza Lightning Network para la liquidación, y Jack Mallers, su CEO.

## Adopción
La propuesta de ley fue entregada a la Asamblea Legislativa por Nayib Bukele, a través de la ministra de Economía, María Luisa Hayem.
La ley fue aprobada por la Asamblea Legislativa de El Salvador el 8 de junio de 2021, con un voto mayoritario de 62 de sus 84 diputados. El bitcoin se convirtió oficialmente en la moneda de curso legal el 7 de septiembre del 2021, a los noventa días después de la publicación de la ley en el Boletín Oficial.
| Asunto                              | Fecha                                                 | Voto | Voto |    |    |   |   |   |   |   |   | Total |
| ----------------------------------- | ----------------------------------------------------- | ---- | ---- | -- | -- | - | - | - | - | - | - | ----- |
| Adopción del Bitcoin en el Salvador | 8 de junio de 2021 Mayoría absoluta requerida (56/84) | Sí   |      | 56 |    |   | 4 | 1 | 1 |   |   | 62/84 |
| Adopción del Bitcoin en el Salvador | 8 de junio de 2021 Mayoría absoluta requerida (56/84) | No   |      |    | 14 | 4 |   |   |   | 1 |   | 19/84 |
| Adopción del Bitcoin en el Salvador | 8 de junio de 2021 Mayoría absoluta requerida (56/84) | Abs. |      |    |    |   |   |   |   |   |   | 0/84  |
| Adopción del Bitcoin en el Salvador | 8 de junio de 2021 Mayoría absoluta requerida (56/84) | Aus. |      |    |    |   | 1 | 1 |   |   | 1 | 3/84  |

### Publicación en el Diario Oficial
La ley recién aprobada fue publicada en el Diario Oficial, donde se menciona su emisión por medio del Decreto Legislativo n.º 57, del 8 de junio de 2021, publicado en el Diario Oficial n.º 110, Tomo n.º 431, del 9 de junio de 2021, en conformidad con el artículo 102 de la Constitución salvadoreña. La ley fue firmada por la directiva parlamentaria el 8 de junio de 2021, y por el presidente Bukele al día siguiente.

## Reacciones
El hecho de que la presentación de la iniciativa de ley fue realizada por Nayib Bukele en una conferencia en junio de 2021, y que con tres días de diferencia se publicó, para luego de un estudio de cinco horas fuera aprobada tras recibir 62 votos a favor en la Asamblea Legislativa, genero los principales cuestionamientos y críticas, por su rapidez y el poco debate técnico sobre la misma.  Según la Asamblea Legislativa, la aprobación del bitcoin como moneda de curso legal fue "con el objetivo de generar oportunidades de empleo, promover una verdadera inclusión financiera y a generar dinamismo económico". Sin embargo, el uso de Bitcoin fue limitado: solo el 8-20 % de los usuarios continuaron utilizándola tras consumir los incentivos, centrando su uso en dólares.
El Banco Mundial, el FMI y el BID mostraron una reacción negativa la adopción del bitcoin como moneda de curso legal en El Salvador, diciendo que esto no solucionaría los problemas del país en materia económica. Tras la aprobación de la Ley Bitcoin surgieron reacciones y propuestas para que se implementara en otros países.
Los diputados del FMLN y ARENA, dijeron que el bitcoin era una moneda inestable y que afectaría la economía. Incluso, el partido FMLN anunció que haría una demanda al considerar la adopción del bitcoin como inconstitucional.
En febrero de 2022, la agencia de calificación crediticia Fitch rebajó el rating de la deuda nacional a su nivel más bajo, con perspectiva negativa, y afirmó que, entre otros factores, «la adopción del bitcoin como moneda de curso legal ha agregado incertidumbre» sobre la solvencia del país. En mayo, Moody's también situaba su deuda pública al nivel del bono basura, rebajándola al grado Caa3. Analistas y medios internacionales concuerdan en describir la adopción del bitcoin como un fracaso que ha motivado la posibilidad real de default o impago soberano (con fuertes vencimientos en enero de 2023 y en 2025), después de suspenderse el plan para lanzar en marzo una emisión de 1000 millones de dólares en la divisa digital. La guerra en Ucrania, y el consiguiente desplome de la moneda virtual, propició la situación de la que ya venían advirtiendo las agencias desde 2021.